# Vojvodinec
Vojvodinec falu Horvátországban Kapronca-Kőrös megyében. Közigazgatásilag Apajkeresztúrhoz tartozik.

## Fekvése
Kaproncától 12 km-re északnyugatra, községközpontjától 6 km-re északkeletre, a Drávamenti-síkságon fekszik.

## Története
1857-ben 74, 1910-ben  104 lakosa volt. 1920-ig Varasd vármegye Ludbregi járásához tartozott. 2001-ben 56 lakosa volt.

## Külső hivatkozások
- Rasinja község hivatalos oldala